# Кубок Чорногорії з футболу 2008—2009
Кубок Чорногорії з футболу 2008–2009 — 3-й розіграш кубкового футбольного турніру в Чорногорії. Титул вперше здобув Петровац.

## Календар
| Раунд        | Дата                          | Матчі | Клуби   |
| ------------ | ----------------------------- | ----- | ------- |
| Перший раунд | 17-18 вересня 2008            | 14    | 30 → 16 |
| 1/8 фіналу   | 21-22 жовтня/5 листопада 2008 | 16    | 16 → 8  |
| 1/4 фіналу   | 26 листопада/10 грудня 2008   | 8     | 8 → 4   |
| 1/2 фіналу   | 15/29 квітня 2009             | 4     | 4 → 2   |
| Фінал        | 13 травня 2009                | 1     | 2 → 1   |

## Перший раунд
| Команда 1               | Рахунок      | Команда 2           |
| ----------------------- | ------------ | ------------------- |
| 17 вересня 2008         |              |                     |
| Бокель (2)              | 0:1          | Рудар (Плєвля)      |
| Єзеро                   | 2:0          | Братство (2)        |
| Заб'єло (2)             | 0:4          | Зета                |
| Зора (3)                | 0:1          | Дечич               |
| Блу Стар (4)            | 0:0 пен. 2:4 | Сутьєска            |
| Ком                     | 3:1          | Арсенал (Тиват) (2) |
| Беране (2)              | 1:1 пен. 5:6 | Ловчен              |
| Плєвля (3)              | 0:1          | Петровац            |
| Єдинство                | 3:0          | Челік (2)           |
| Слога (Стари Бар) (3)   | 0:2          | Отрант (2)          |
| Цетинє (3)              | 1:0          | Ібар (2)            |
| Рибниця (2)             | 0:2          | Морнар (2)          |
| 18 вересня 2008         |              |                     |
| Младост (Подгориця) (2) | 1:0          | Ґрбаль              |
| Напредак (3)            | 0:3          | Црвена Стієна (2)   |

## 1/8 фіналу
| Команда 1                  | Заг. | Команда 2               | 1-й матч | 2-й матч |
| -------------------------- | ---- | ----------------------- | -------- | -------- |
| 21 жовтня/5 листопада 2008 |      |                         |          |          |
| Ловчен                     | 3:1  | Єзеро                   | 2:0      | 1:1      |
| 22 жовтня/5 листопада 2008 |      |                         |          |          |
| Будучност (Подгориця)      | 6:0  | Дечич                   | 4:0      | 2:0      |
| Петровац                   | 5:0  | Отрант (2)              | 2:0      | 3:0      |
| Рудар (Плєвля)             | 3:2  | Младост (Подгориця) (2) | 2:1      | 1:1      |
| Морнар (2)                 | 2:1  | Ком                     | 2:0      | 0:1      |
| Зета                       | 2:4  | Єдинство                | 2:2      | 0:2      |
| Цетинє (3)                 | 0:2  | Сутьєска                | 0:0      | 0:2      |
| Црвена Стієна (2)          | 0:5  | Могрен                  | 0:2      | 0:3      |

## 1/4 фіналу
| Команда 1                   | Заг.         | Команда 2      | 1-й матч | 2-й матч |
| --------------------------- | ------------ | -------------- | -------- | -------- |
| 26 листопада/10 грудня 2008 |              |                |          |          |
| Будучност (Подгориця)       | 3:1          | Морнар (2)     | 3:1      | 0:0      |
| Єдинство                    | 0:6          | Рудар (Плєвля) | 0:1      | 0:5      |
| Сутьєска                    | 1:1 пен. 3:4 | Ловчен         | 1:0      | 0:1      |
| Могрен                      | 1:3          | Петровац       | 1:2      | 0:1      |

## 1/2 фіналу
| Команда 1             | Заг.         | Команда 2 | 1-й матч | 2-й матч |
| --------------------- | ------------ | --------- | -------- | -------- |
| 15/29 квітня 2009     |              |           |          |          |
| Будучност (Подгориця) | 2:2 (ч)      | Ловчен    | 1:2      | 1:0      |
| Рудар (Плєвля)        | 0:0 пен. 3:5 | Петровац  | 0:0      | 0:0      |

## Фінал
| 13 травня 2009 21:15 (EEST) |

| Ловчен | 0:1 дч   | Петровац      |
| ------ | -------- | ------------- |
|        | Протокол | Роткович 118' |

| Міський стадіон Подгориці, Подгориця Глядачів: 4 000 Арбітр: Павле Радованович |